# Swindon
För andra betydelser, se Swindon (olika betydelser).
Swindon (engelskt uttal: [ˈswɪndən]
 ( lyssna)) är en stad i grevskapet Wiltshire i södra England. Staden är huvudort i enhetskommunen med samma namn och ligger i nordöstra Wiltshire. Tätorten (built-up area) hade 183 638 invånare vid folkräkningen år 2021.
Swindon nämndes i Domedagsboken (Domesday Book) år 1086, och kallades då Suindone/Suindune.
Bryggeriet Arkell's Brewery ligger i Swindon.

## Geografi
Staden ligger ungefär mitt emellan Bristol och Reading (cirka 56 kilometer), och cirka 114 kilometer väster om London. Under Town Development Act 1952 benämndes staden som en Expanded Town, vilket ledde till en stor ökning av invånarantalet.
En person bosatt i Swindon kallas på engelska för "Swindonian". Swindons motto är "Salubritas et Industria" (Hälsa och flit).

## Kommunikationer
Den viktiga motorvägen M4 passerar förbi Swindon. Staden var först med en ovanlig cirkulationsplatstyp, kallad Magic Roundabout.